# Кинжальный огонь
Кинжа́льный ого́нь (от специального значения слова «кинжальный» — «производимый на очень близком расстоянии») — огонь из различных видов оружия (пулеметов, автоматов, орудий) с близкого расстояния, заранее подготовленный и открываемый внезапно, как правило, по наступающему противнику с замаскированных оборонительных позиций. 
Кинжальный огонь обычно ведётся на расстоянии прямого выстрела (для пулемётов и автоматов дистанция составляет 300—400 метров). Наиболее эффективен огонь с фланга, так называемый фланговый кинжальный огонь.
Ведение кинжального огня требует от военнослужащих высокого уровня дисциплины, выдержки и мужества.

## Кинжальная батарея
В начале XX века кинжальными батареями называли хорошо замаскированные орудийные и пулемётные батареи, располагаемые перпендикулярно основному фронту обороны и предназначенные для защиты подходов к основной позиции с помощью ведения флангового огня. Примером кинжальной батареи является промежуточный капонир.
В береговой обороне замаскированные кинжальные батареи (торпедные или артиллерийские) располагались в узких местах водных путей для поражения прорывающихся судов противника. В другом источнике указано, что в береговой артиллерии известны кинжальные батареи, возводимые для обстреливания фарватеров, узких проходов и вооружаемые орудиями крупных калибров с задачей в короткий промежуток времени вывести из строя неприятельский корабль (в частности, они были в форте «Константин» в Кронштадте, в военном порту и крепости Брест, в Крозоне и редюите Келерн на полуострове того же имени, форте Корнуель на южном берегу канала «Брестское горлышко», часть из которых — в туннелях, высеченных в скале и вооружённых 30-сантиметровыми кинжальными пушками).